# Franken-Express
 (décembre 2021).
Si vous disposez d'ouvrages ou d'articles de référence ou si vous connaissez des sites web de qualité traitant du thème abordé ici, merci de compléter l'article en donnant les références utiles à sa vérifiabilité et en les liant à la section « Notes et références ».

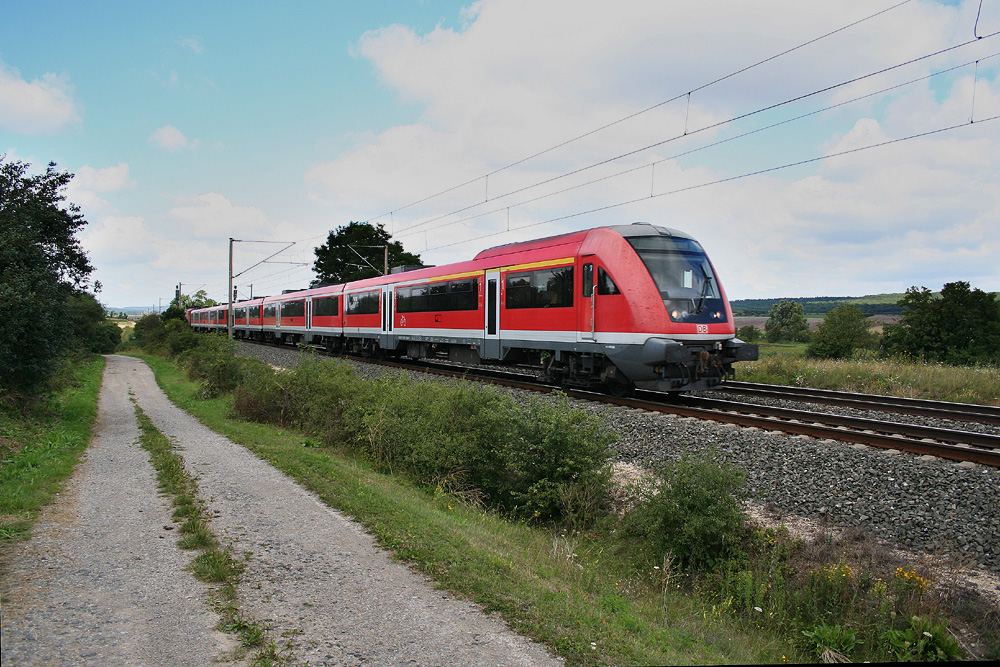
Un Alstom Coradia Continental du Franken-Express près de Markt Bibart.

Le Franken-Express est une ligne Regional-Express de la Deutsche Bahn entre Nuremberg et Wurtzbourg, les deux plus grandes villes de Franconie. Le terme Franken-Express est créé pour l’été 2001 avec l'introduction des liaisons continues entre Nuremberg et Francfort-sur-le-Main.
Sur l'ensemble du trajet, tous les jours de la semaine, de 6 à 19 heures, un horaire cadencé est proposé, complété par un train direct supplémentaire dans l'après-midi. Les trains quittent la gare centrale de Nuremberg peu après l'heure (08h05, 09h05, etc.) et arrivent à Wurtzbourg après un temps de parcours d'environ soixante-dix minutes (09h18, 10:18, etc.). Dans la direction opposée, les trains quittent la gare centrale de Wurtzbourg peu de temps après une demi-heure (par exemple, 09h41, 10h41, etc.) et arrivent peu avant l'heure (par exemple, 10h55, 11h55, etc. ) à Nuremberg.

## Gares
| Gares                   | Gares  | Gares  |
| ----------------------- | ------ | ------ |
| Nuremberg               | 0 min  | 0 km   |
| Fürth                   | 8 min  | 8 km   |
| Siegelsdorf             | 14 min | 17 km  |
| Emskirchen              | 22 min | 31 km  |
| Neustadt an der Aisch   | 29 min | 41 km  |
| Markt Bibart            | 37 min | 56 km  |
| Iphofen                 | 46 min | 70 km  |
| Kitzingen               | 52 min | 79 km  |
| Buchbrunn-Mainstockheim | 56 min | 84 km  |
| Dettelbach              | 60 min | 88 km  |
| Rottendorf              | 66 min | 94 km  |
| Wurtzbourg              | 73 min | 102 km |

## Histoire
Jusqu'au 9 décembre 2006, le Franken-Express opère de manière continue de Nuremberg à Francfort-sur-le-Main en passant par Würzburg, Aschaffenburg et Hanau. Avec la réorganisation pour l'année 2007, qui débute le 10 décembre 2006, le parcours est réduit au tronçon Nuremberg-Wurtzbourg et l'autre ligne ouest de Francfort forme une autre ligne Regional-Express.
Le Franken-Express gère le trajet d'environ 100 kilomètres avec un temps de trajet de 73 minutes assez rapidement. Néanmoins, le potentiel offert par la ligne de Nuremberg à Wurtzbourg, qui est partiellement modernisée pour atteindre une vitesse de 200 km/h, n'est pas pleinement exploité, toutes les gares sont généralement desservies entre Neustadt an der Aisch et Wurtzbourg. En décembre 2005, un projet de voiture à deux niveaux prévoit une vitesse maximale portée à 160 km/h en passant par la LGV Nuremberg - Ingolstadt, il est abandonné.
Le 7 juin 2006, l'exploitation de trains régionaux sur les lignes électrifiées autour de Wurtzbourg, qui comprend également le Franken-Express, est attribuée à la Bayerische Eisenbahngesellschaft. Les conditions d'adjudication prévoient l'utilisation de véhicules neufs pouvant atteindre 160 km/h. Le 9 février 2007, le contrat pour le "E-Netz Würzburg" est attribué à DB Regio Bayern, de sorte qu'il exploite également le Franken-Express après 2009. Des rames électriques du type Alstom Coradia Continental sont utilisées, dont huit sur la ligne de Nuremberg à Wurtzbourg.

## Source
- (de) Cet article est partiellement ou en totalité issu de l’article de Wikipédia en allemand intitulé « Franken-Express » (voir la liste des auteurs).